# Syllegomydas rhodesiensis
Syllegomydas rhodesiensis är en tvåvingeart som beskrevs av Joseph Charles Bequaert 1938. Syllegomydas rhodesiensis ingår i släktet Syllegomydas och familjen Mydidae.
Artens utbredningsområde är Zimbabwe. Inga underarter finns listade i Catalogue of Life.